# North Aurora
North Aurora és una localitat dels Estats Units a l'estat d'Illinois. Segons el cens del 2000 tenia 10.585 habitants.

## Demografia
Segons el cens del 2000, North Aurora tenia 10.585 habitants, 4.019 habitatges, i 2.833 famílies. La densitat de població era de 792 habitants/km².
Dels 4.019 habitatges en un 36% hi vivien nens de menys de 18 anys, en un 59,4% hi vivien parelles casades, en un 8,1% dones solteres, i en un 29,5% no eren unitats familiars. En el 24,5% dels habitatges hi vivien persones soles el 8,3% de les quals corresponia a persones de 65 anys o més que vivien soles. El nombre mitjà de persones vivint en cada habitatge era de 2,6 i el nombre mitjà de persones que vivien en cada família era de 3,14.
Per edats la població es repartia de la següent manera: un 27,1% tenia menys de 18 anys, un 6,8% entre 18 i 24, un 36,6% entre 25 i 44, un 19,7% de 45 a 60 i un 9,9% 65 anys o més.
L'edat mediana era de 34 anys. Per cada 100 dones de 18 o més anys hi havia 95,1 homes.
La renda mediana per habitatge era de 58.557 $ i la renda mediana per família de 70.780 $. Els homes tenien una renda mediana de 48.579 $ mentre que les dones 31.522 $. La renda per capita de la població era de 25.552 $. Aproximadament l'1,5% de les famílies i el 3% de la població estaven per davall del llindar de pobresa.

## Poblacions properes
El següent diagrama mostra les poblacions més properes.